# Ramsbury Manor
Ramsbury Manor  è una grande casa di campagna nel villaggio e parrocchia civile di Ramsbury nella contea del Wiltshire nel Sud Ovest dell'Inghilterra, Regno Unito. L'edificio è stato edificato nel XVII secolo ed è considerato dall'English Heritage un monumento classificato di prima categoria per il suo particolare interesse storico e architettonico.

## Storia

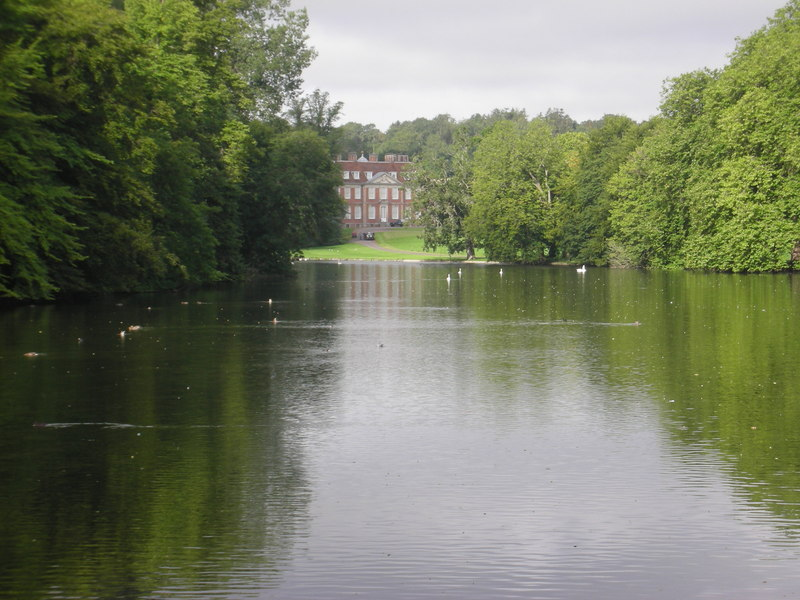
Ramsbury Manor visto dal vicino lago

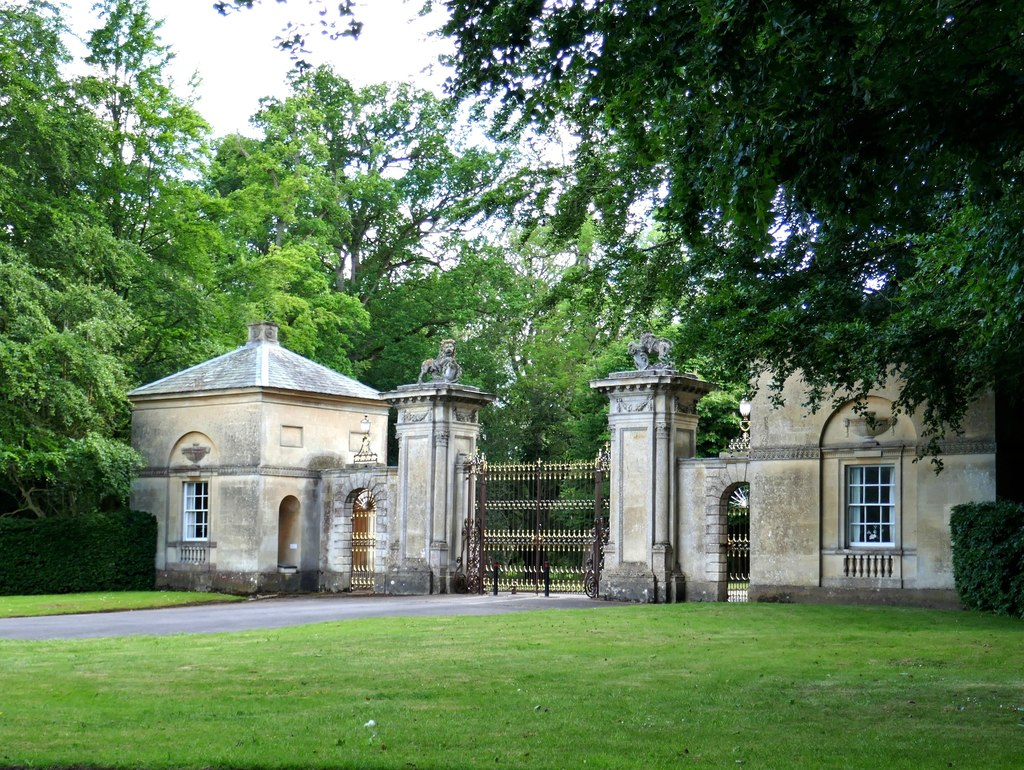
Grande porta di accesso al parco di Ramsbury Manor

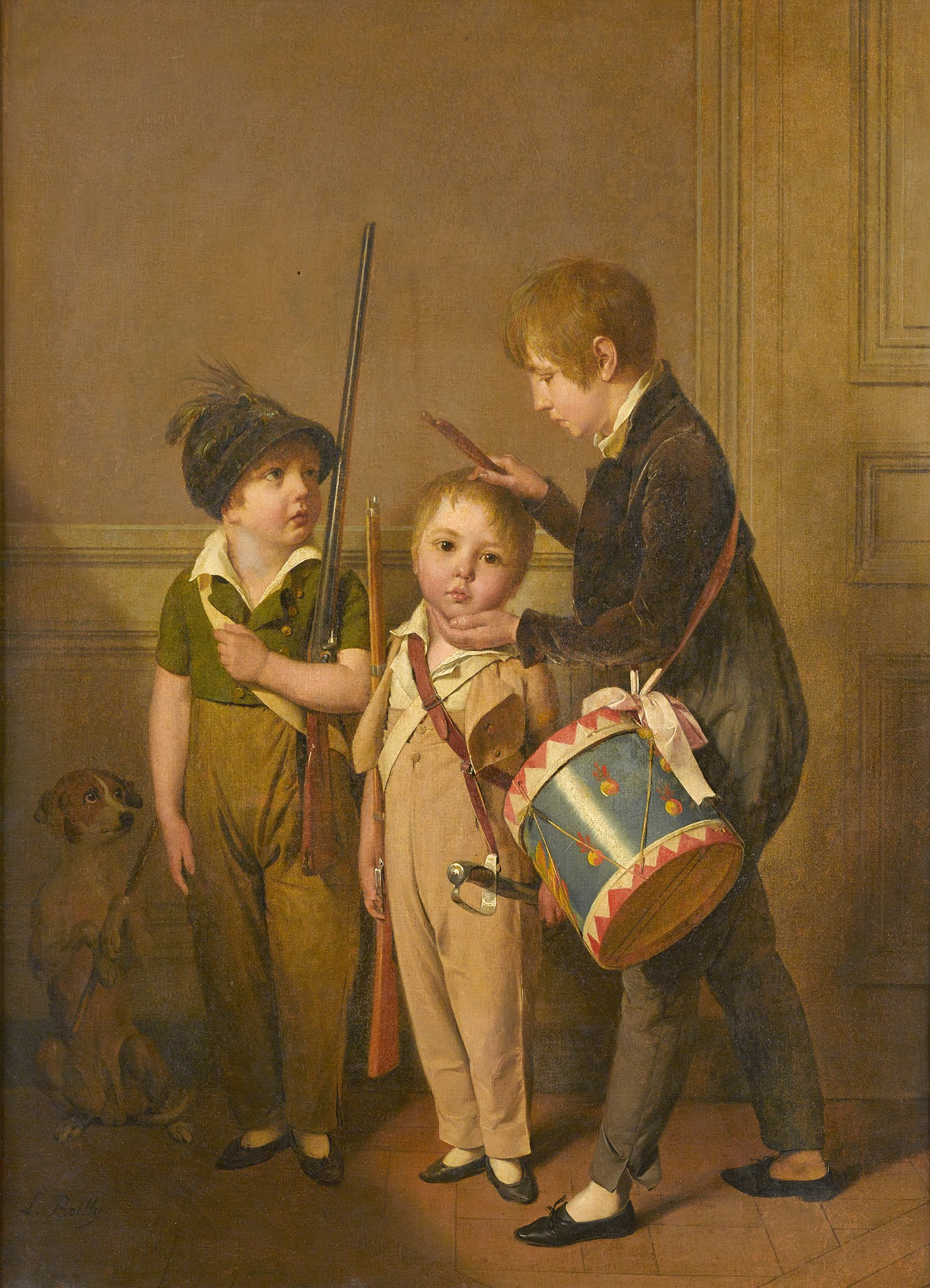
I miei piccoli soldati, olio su tela di Louis-Léopold Boilly appartenente alla Ramsbury Manor Foundation

La grande casa patrizia venne edificata nella seconda metà del XVII secolo per l'allora procuratore generale Sir William Jones che ne affidò il progetto a Robert Hooke. Per la sua costruzione venne scelto il sito della casa del conte di Pembroke, che risaliva al 1560 e che a sua volta era nata in sostituzione di un palazzo dei vescovi di Salishury. Harry Hyams acquistò il maniero e la sua tenuta lungo il fiume Kennet nel 1964 per la cifra record di 650.000 sterline. Quando Harry Hyams morì, nel dicembre 2015, lasciò 450 milioni di sterline per finanziare un fondo fiduciario che avrebbe consentito l'apertura al pubblico di questa sua dimora per ospitarvi la sua sua vasta e importante collezione d'arte. L'edificio storico non era in buone condizioni e non era in grado di sopportare la grande affluenza di visitatori prevedibile. Fu necessario quindi iniziare un grande lavoro di restauro.

## Descrizione
L'English Heritage ha inserito dal 22 agosto 1966 Ramsbury Manor tra gli edifici storici come monumento classificato di prima categoria col numero 1184029.

### Esterni
Il maniero si trova nella parte occidentale dell'abitato del villaggio di Ramsbury nella contea del Wiltshire nel Sud Ovest dell'Inghilterra, Regno Unito. Si tratta di una grande casa signorile all'interno di un grande parco e nelle vicinanze di un lago. L'edificio è in mattoni con rivestimenti in pietra e si alza su due piani e in certe parti su tre piani. Nelle vicinanze si trova il cottage per la servitù, a sud, in un cortile racchiuso da una serra del 1775. Nella facciata anteriore il frontone di coronamento ha stemmi e festoni. Gli infissi a 24 pannelli hanno architravi e cornici in pietra e una ricca cornice a modiglioni. Il tetto è a padiglione con 6 abbaini a tetto piano, 4 ai lati, con cupola, pozzo di illuminazione centrale e camini a pannelli. Il prospetto posteriore è simile, a nord con 2 campate centrali con timpano e
coppia di porte con timpano segmentato.

### Interni
L'ingresso mostra una pannellatura del XVII secolo che conduce al salone posteriore con soffitto in gesso del XVIII secolo con un sopracamino intagliato nello stile di Grinling Gibbons. La scala principale a nord è del XIX secolo circa. La scala secondaria a sud dell'asse trasversale presenta robuste balaustre tornite e un ponte di collegamento al livello del primo piano. La maggior parte degli altri elementi interni risale alla metà o alla fine del XVIII secolo, inclusi caminetti e biblioteca, e una camera da letto con carta da parati cinese. La serra a sud del cortile mostra 5 alte finestre ad arco e timpano a tutta altezza. La collezione d'arte che vi è conervata comprende migliaia di oggetti come dipinti, mobili, porcellane, argenteria, statue e un gran numero di auto d'epoca. Tra i dipinti figurano celebri opere di Turner, Millet, Stubbs e Sir Edward Burne-Jones.